# ميكي ووكر (ملاكم)
ميكي ووكر (بالإنجليزية: Mickey Walker)‏ كان ملاكم أمريكي سابق صنّف ضمن فئة الوزن الثقيل.

## إحصائيات
خاض خلال مسيرته 163 نزالا، فاز في 131 وتعادل في 5 وخسر في 25. فاز بالضربة القاضية في 60 نزالا.

## روابط خارجية
- ميكي ووكر على موقع بوكس ريك (الإنجليزية) (registration required)